# حراس الفجر
حراس الفجر هو تحالف مسيحي من الميليشيات الموالية للحكومة التي تشارك في الحرب الأهلية السورية وتنتسب إلى إدارة المخابرات الجوية. على الرغم من أن حراس الفجر، الذي يشكل شعارها الرسمي «وطن لا تحميه لا تستحق العيش فيه»، تروج لنفسها كقوة قومية سورية، فإن مقاتليها يحركهم أساسا دافع مفهوم الحرب المقدسة للدفاع عن المناطق المسيحية من سوريا من المتمردين المعادين. حتى أن رجال ميليشيا أسود الشيروبيم، إحدى المجموعات المكونة للتحالف، يشيرون إلى أنفسهم بوصفهم «مجاهدو الصليب».

## التاريخ
أنشئت حراس الفجر في 11 سبتمبر 2015، وفقا لزعيمهم الرسمي، فادي عبد المسيح خوري، عندما تجمعت ميليشيات مسيحية مختلفة للدفاع عن بلدة معرونة المسيحية من هجوم من قبل جيش الإسلام؛ وبما أن هذا التحالف المخصص أثبت نجاحا كبيرا، تم إضفاء الطابع الرسمي على التحالف فورا تحت قيادة خوري. والفكرة الكامنة وراء تأسيسها هي أن الميليشيات المسيحية المختلفة ينبغي أن تساعد بعضها بعضا عندما تتعرض قراهم للاعتداء.
في بادئ الأمر، عرف التحالف الجديد باسم «درع الوطن»، وسرعان ما بدأ المشاركة في حملات مختلفة للدفاع عن البلدات المسيحية في سوريا أو تحريرها: في أواخر عام 2015، انضمت المجموعات الأعضاء إلى الهجومي الحكومي في غربي محافظة حمص، الذي ساعدوا خلاله على استعادة صدد و‌مهين من تنظيم الدولة الإسلامية. ومن أجل هذه العمليات، تلقوا الامتنان الرسمي من سوتورو. وفي مارس 2016 اعتمد التحالف اسمه الحالي، وفي وقت لاحق من ذلك العام أرسل مقاتلين إلى شمالي محافظة حماة بغية الدفاع عن عدد من القرى المسيحية من هجوم للمعارضة يقوده الجهاديين.
وإلى جانب هذه الحملات، فإن حراس الفجر ينشطون كثيرا أيضا في جميع أنحاء محافظة ريف دمشق، ويشاركون في هجومات مختلفة ضد الغوطة التي تسيطر عليها المعارضة و‌حصار داريا والمعضمية؛ وكانت العملية الأخيرة مؤطرة جزئيا من قبل أسود الشيروبيم بأنها «تحرر كنائس داريا». تقدم خوري كمرشح برلماني في انتخابات أبريل 2016، على الرغم من فشله في الفوز بمقعد.

## المجموعات المكونة
- أسود الشيروبيم
- مجموعة أرارات
- أسود الوادي
- أسود الحميدية
- فوج التدخل
- أسود دويلعة